# Calciummonofosfide
Calciummonofosfide is een anorganische verbinding tussen calcium en fosfor met als brutoformule CaP. De naam calciumfosfide wordt heel soms gebruikt, maar verwijst eigenlijk naar de verbinding Ca3P2. De twee stoffen zijn compleet verschillend: calciummonofosfide is zwart, terwijl calciumfosfide roodbruin van kleur is.
Calciummonofosfide ontleedt in Ca3P2 en witte fosfor bij ongeveer 600 °C:
{\displaystyle {\ce {12CaP -> 4Ca3P2 + P4}}}

## Structuur en eigenschappen
De structuur van calciummonofosfide en natriumperoxide (Na2O2) lijken erg op elkaar. Het P24−-ion is iso-elektronisch (in de valentieschil) met het peroxide-ion: hetzelfde aantal valentie-elektronen geeft door de lagere effectieve kernlading van fosfor een twee keer zo hoge ionlading voor de twee fosforatomen samen. In de structuur wordt ook duidelijk dat de naam calciummonofosfide slechts de beschrijving van de molverhouding tussen calcium en fosfor is. Daarom wordt de vaste stof meestal als een zout beschreven: (Ca2+)2P24− of Ca2P2. De binding tussen fosfor en calcium is ionogeen, de difosfidegroepen zijn negatief geladen en kunnen makkelijk geprotoneerd worden. In de reactie met water ondergaat calciummonofosfide een hydrolyse waarbij difosfaan (P2H4) ontstaat:
{\displaystyle {\ce {Ca2P2 + 4H2O -> 2Ca(OH)2 + P2H4}}}
De hydrolyse van calciummonofosfide en calciumcarbide (CaC2) verloopt gelijkaardig, met als groot verschil dat difosfaan spontaan aan de lucht ontbrandt. Calciummonofosfide moet dus afgeschermd worden van lucht, want daarin komt altijd een hoeveelheid vocht voor.